# Macaranga caesariata
Macaranga caesariata là một loài thực vật có hoa trong họ Đại kích. Loài này được A.C.Sm. mô tả khoa học đầu tiên năm 1967.